# Liga Nacional Pro Presos
La Liga Nacional Pro Presos fue una organización venezolana fundada en 1937 con el objetivo de ofrecer asesoría jurídica, seguimiento, asistencia económica y moral a los detenidos durante la represión postgomecista. Es considerada como la primera organización de apoyo a presos políticos en Venezuela.

## Historia
La Liga Nacional Pro Presos fue fundada el 2 de febrero de 1937 durante el gobierno de Eleazar López Contreras, después de la muerte de Juan Vicente Gómez. La organización fue promovida por familiares de perseguidos y presos, tanto políticos como gremiales, al igual que por la Agrupación Cultural Femenina de Venezuela. La Liga tenía el objetivo de defender los derechos humanos y ofrecer asesoría jurídica, seguimiento, asistencia económica y moral a los detenidos durante la represión postgomecista, ayuda que anteriormente era realizada por los familiares y amigos de los presos.
La periodista y feminista Carmen Clemente Travieso ofreció y adaptó su casa como lugar de encuentro para la Liga Nacional. La agrupación se propone formar comités en varias ciudades a nivel nacional, aunque la legalización de la Liga fue impedida en varias oportunidades,incluyendo el 4 de mayo.
La Liga Nacional Pro Presos es considerada como la primera organización de apoyo a presos políticos y personas privadas de libertad por su activismo gremial en Venezuela.

## Fundadores y miembros
Entre sus fundadores y miembros se encontraban Carmen Clemente Travieso, Cecilia Núñez Sucre, Luis Beltrán Prieto Figueroa, Margot García Maldonado, Olga Luzardo, Victoria Corao, Ángel Rafael Losada, Antonio R. Gutiérrez, Aureliano González, Aurora Lefman, Eduardo Arcila Farías, Fabián de León, Fernando Padilla Arteaga, Leónidas Monasterios, Lucila Dubuc, María T. Álvarez Lugo, María Teresa Castillo, Mercedes Cobeña, Teófilo Trujillo y Víctor Juliac.